# Der Schatz der weißen Falken
Der Schatz der weißen Falken ist ein deutsches Jugend-Abenteuer von Christian Zübert aus dem Jahr 2005. Produziert wurde der Film von Little Shark Entertainment.

## Handlung
In der winterlichen Gegenwart (2005) hält der Düsseldorfer Jan am einsamen Dorffriedhof der Ortschaft Heroldsbach und begibt sich mit seiner Tochter Lisa zum Grab eines gewissen Peter Laux, welcher 1971 starb. An der Ruhestätte beginnt Jan seiner Tochter die Hintergrundgeschichte zu erzählen.
Heroldsbach, 1981. Jan ist 11 Jahre alt. Er wohnt mit seinen Freunden Basti und Stevie in einer Siedlung neuer Einfamilienhäuser im Ort. Die Dreier-Clique lebt in ständigem Zwist mit der Bande der burschikosen Bauerntochter Marie. Beide Gruppen streiten sich um diverse jugendliche Dinge – vor allem aber um eine baufällige Villa, die bisher keiner betreten hat. Als Jan kurz darauf von seinen Eltern erfährt, dass die Familie noch vor Ende der Sommerferien nach Düsseldorf umzieht, will er mit seinen Freunden, die er bald zurücklassen muss, ein letztes Abenteuer wagen.
Das Trio bricht daher in die Villa ein und entdeckt dort den Unterschlupf der „weißen Falken“, einer zehn Jahre zuvor im Ort legendären Jungenbande, deren Anführer Peter Laux seit damals als vermisst gilt. In einem Gruppenemblem entdeckt Jan eine geheime Karte, die nach Entschlüsselung den Besitzer zum Schatz der Falken dirigieren soll. Jan, Basti und Stevie beschließen, für ihr letztes gemeinsames Unternehmen dieses Kleinod aufzuspüren. Doch Maries Bande bekommt Wind von dem Unternehmen.
Jan und seine Freunde machen sich ohne Wissen ihrer Eltern zu einer mehrtägigen Wanderung zum Schatz auf, der in der Nähe einer verlassenen Burgruine liegen soll – immer verfolgt von Marie und ihrer Bande. Als beide Gruppen schließlich aufeinander treffen, fällt der Diabetiker Basti durch Überanstrengung in eine Unterzuckerung. Einzige Rettung ist dessen Glucagon-Spritze, die sich in Bastis unterwegs verlorener Gürteltasche befindet. Jan und Marie schließen Waffenstillstand und machen sich auf, die Tasche zu holen. Als Jan auf dem Rückweg Marie aus einer Zwangslage befreit, nähern sich die beiden an und küssen sich.
Als einer aus Maries Gruppe jedoch die Karte heimlich entwendet, entbrennt zwischen ihr und Jan eine handfeste Auseinandersetzung, da er glaubt, sie habe diese gestohlen. Im allgemeinen Handgemenge entdecken beide schließlich den Zugang zu einem unterirdischen Höhlensystem bei der Burgruine. Die Jugendlichen dringen in das Felsenlabyrinth vor, wobei Jan, Stevie, Basti und Marie durch eine Steinlawine vom Rest getrennt werden – wie auch vom scheinbar einzigen Ausweg. Die Vier gelangen schließlich zu einer Höhle mit einem weißen Falken-Relief. Hier haben Peter und die Brüder Tanner damals die „weißen Falken“ gegründet – die Höhle ist der Schatz, da sie sie an die Gründung und ihre Freundschaft erinnerte. Hier findet Jan auch die Leiche von Peter Laux. Seine beiden Falken-Freunde waren damals weggezogen, woran Peter vereinsamte und schließlich in die Höhle ging, um dort allein zu sterben. Jan sieht darin schmerzliche Parallelen zu sich selbst, will sich aber nicht demselben Schicksal ergeben. Er findet schließlich doch noch einen Ausgang und rettet damit sich, seine beiden Freunde und Marie.
Jan begibt sich schließlich zu Peters Mutter und klärt sie über das Schicksal ihres Sohnes auf. Die Frau schenkt Jan aus Dankbarkeit dessen Falken-Amulett. Einige Tage später zieht Jans Familie schließlich weg. Er verabschiedet sich von Basti und Stevie, will sie aber im nächsten Jahr besuchen. Auf dem Weg trifft er auch noch Marie, von der er sich nun ebenfalls in Freundschaft trennt und ihr das Falken-Amulett schenkt.
Zurück in der Gegenwart, zündet der erwachsene Jan eine Kerze an Peters Grab an und erklärt seiner Tochter, man müsse niemals Angst vor der Zukunft haben – auch wenn diese eine schmerzhafte Veränderung mit sich bringe. Dabei findet er das Falken-Amulett wieder, welches offenbar Marie dort für ihn hinterlassen hat, als sie innerhalb eines Jahres nach Jans Wegzug ebenfalls mit ihrer Familie weggezogen war. Jan hat sie niemals wiedergesehen.

## Kritik
„Ein sensibel entwickelter Jugendfilm mit überzeugenden Darstellern, der fern üblicher Genreklischees vom langsamen Abschied aus der Kindheit erzählt und vor allem durch seine stimmige Inszenierung beeindruckt.“

„Der Schatz der weißen Falken ist ein spannender Abenteuerfilm, der zugleich sehr viel über Freundschaft, erste Liebe, Abschiednehmen und das Ende der Kindheit erzählt. Konventionell gemacht, besticht er vor allem durch die gute Mischung von actionreichen mit ruhigen und einfühlsamen Szenen sowie durch das authentische Spiel der Kinderdarsteller, […] [sie] agieren sehr natürlich und bieten damit eine breite Identifikationsfläche.“

## Auszeichnungen
- 2006: nominiert für den Deutschen Filmpreis als „Bester Kinder- und Jugendfilm“
- 2005 ausgezeichnet als
  - „Bester Kinder- und Jugendfilm“ auf dem Chicago International Children’s Film Festival
  - „Bester Kinderfilm“ auf dem Kinofest Lünen
  - „Bester Kinderfilm“ auf dem Filmfest Hamburg mit dem Publikumspreis

Die Deutsche Film- und Medienbewertung FBW in Wiesbaden verlieh dem Film das Prädikat wertvoll.

## Wissenswertes
- „Der Schatz der weißen Falken“ beinhaltet viele Parallelen auf thematisch ähnlich gelagerte US-amerikanische Jugendfilme wie „Stand By Me“ oder „Die Goonies“.
- Der Film wurde weitgehend in der Fränkischen Schweiz in Bayern gedreht.
- Die Burgruine, unter welcher der Schatz der weißen Falken versteckt ist, ist die der Burgruine Neideck bei Streitberg als Wahrzeichen der Fränkischen Schweiz.
- Der weiße Falke in der Schatzhöhle kann in der Oswaldhöhle besichtigt werden.[4]

## Einzelnachweise

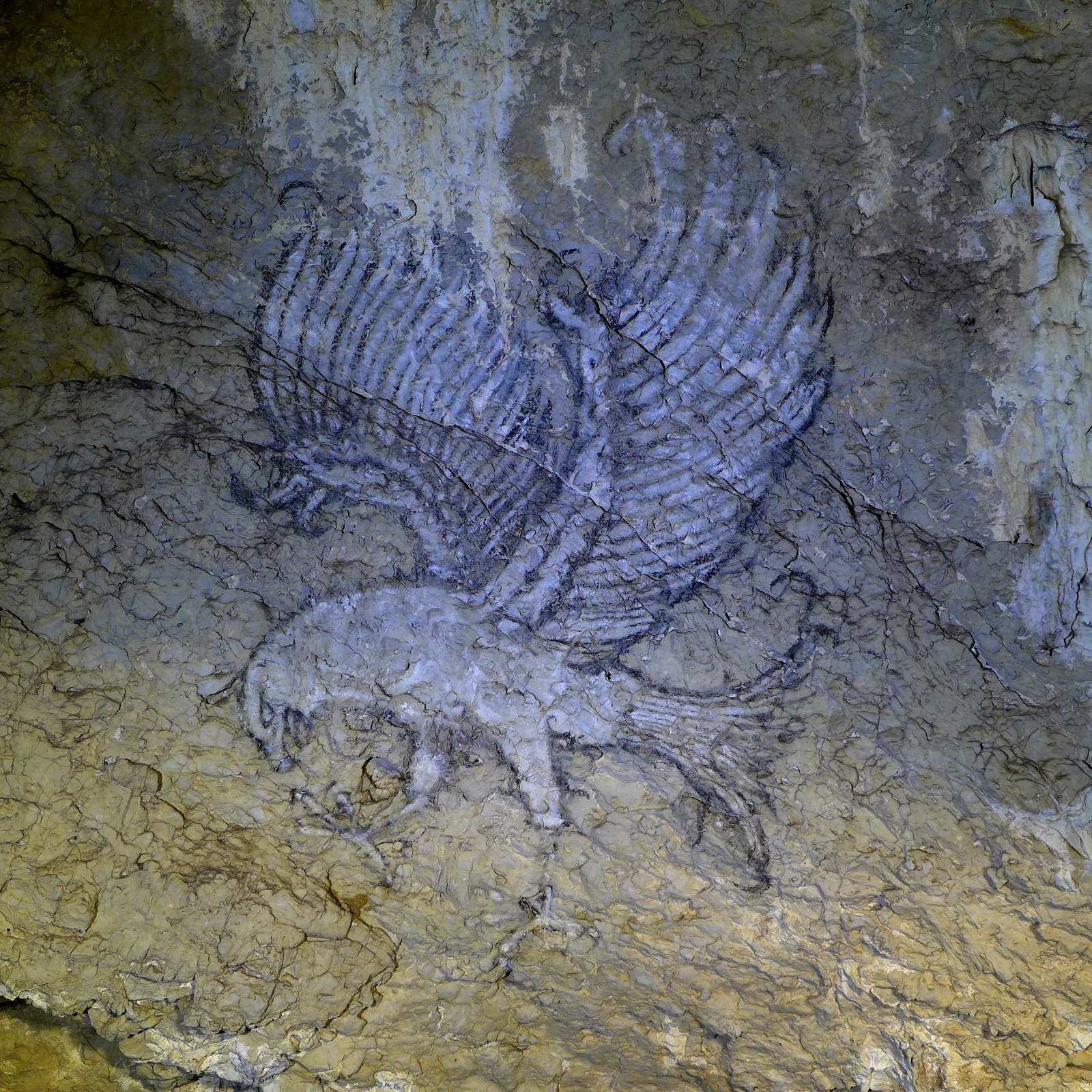
Grafik in der Oswaldhöhle